# 永楽町 (津島市)
永楽町（えいらくちょう）は、愛知県津島市の地名。現行行政地名は永楽町一丁目から永楽町四丁目。

## 地理
津島市西部に位置する。東は南本町、西は大慶寺町・東中地町、南は愛西市、北は薬師町に接する。

## 歴史

### 沿革
- 1953年（昭和28年） - 津島市大字津島・中地の各一部により、同市永楽町として成立[1]。

## 世帯数と人口
2018年（平成30年）1月1日現在の世帯数と人口は以下の通りである。
| 丁目         | 世帯数  | 人口  |
| ------------ | ------- | ----- |
| 永楽町一丁目 | 71世帯  | 158人 |
| 永楽町二丁目 | 42世帯  | 101人 |
| 永楽町三丁目 | 79世帯  | 165人 |
| 永楽町四丁目 | 83世帯  | 197人 |
| 計           | 275世帯 | 621人 |

### 人口の変遷
国勢調査による人口の推移
| 1995年（平成7年）  | 493人 | [ 7 ]  |  |
| 2000年（平成12年） | 566人 | [ 8 ]  |  |
| 2005年（平成17年） | 600人 | [ 9 ]  |  |
| 2010年（平成22年） | 590人 | [ 10 ] |  |
| 2015年（平成27年） | 590人 | [ 11 ] |  |

## 学区
市立小・中学校に通う場合、学区は以下の通りとなる。また、公立高等学校に通う場合の学区は以下の通りとなる。
| 丁目         | 番・番地等 | 小学校           | 中学校             | 高等学校 |
| ------------ | ---------- | ---------------- | ------------------ | -------- |
| 永楽町一丁目 | 全域       | 津島市立南小学校 | 津島市立天王中学校 | 尾張学区 |
| 永楽町二丁目 | 全域       | 津島市立西小学校 | 津島市立天王中学校 | 尾張学区 |
| 永楽町三丁目 | 全域       | 津島市立南小学校 | 津島市立天王中学校 | 尾張学区 |
| 永楽町四丁目 | 全域       | 津島市立南小学校 | 津島市立天王中学校 | 尾張学区 |

## 交通
- 愛知県道114号津島蟹江線[6]

## その他

### 日本郵便
- 郵便番号 : 496-0845[4]（集配局：津島郵便局[14]）。